# Il giorno in cui le allodole voleranno
Il giorno in cui le allodole voleranno (Better Late Than Never) è un film del 1979, edito solamente per la televisione, diretto da Richard Crenna e scritto da John Carpenter. Esso presenta nel cast Donald Pleasence nel ruolo del colonnello Riddle. Pleasence aveva recitato per Carpenter l'anno precedente in Halloween, la notte delle streghe, ma avrebbe continuato per lungo tempo.

## Trama
Harry Landers (Harold Gould) è ospitato in un pensionato in una provincia del Massachusetts. Contrarissimo al fatto di essere rinchiuso in questo pensionato, Landers si sente come un uccello senza le ali (proprio da qui il titolo del film). E come se non bastasse, l'ospizio è diretto in maniera sin troppo severa da miss Davis (Tyne Daly), una donna dai metodi brutali e quasi sadici. Harry, al contrario degli altri ospiti della casa di riposo, ormai rassegnati alla venuta della loro morte, decide di non dovere più sopportare quei numerosi soprusi da parte della direttrice e mette in atto la sua rivolta, nella quale coinvolge anche un colonnello (Donald Pleasence), un ex-capitano (George Gobel) e tutti gli altri vecchietti dell'ospizio, portando come messaggio il fatto che la vita è preziosa in ogni momento, anche quando sta per finire.